# St. Peter auf dem Berg

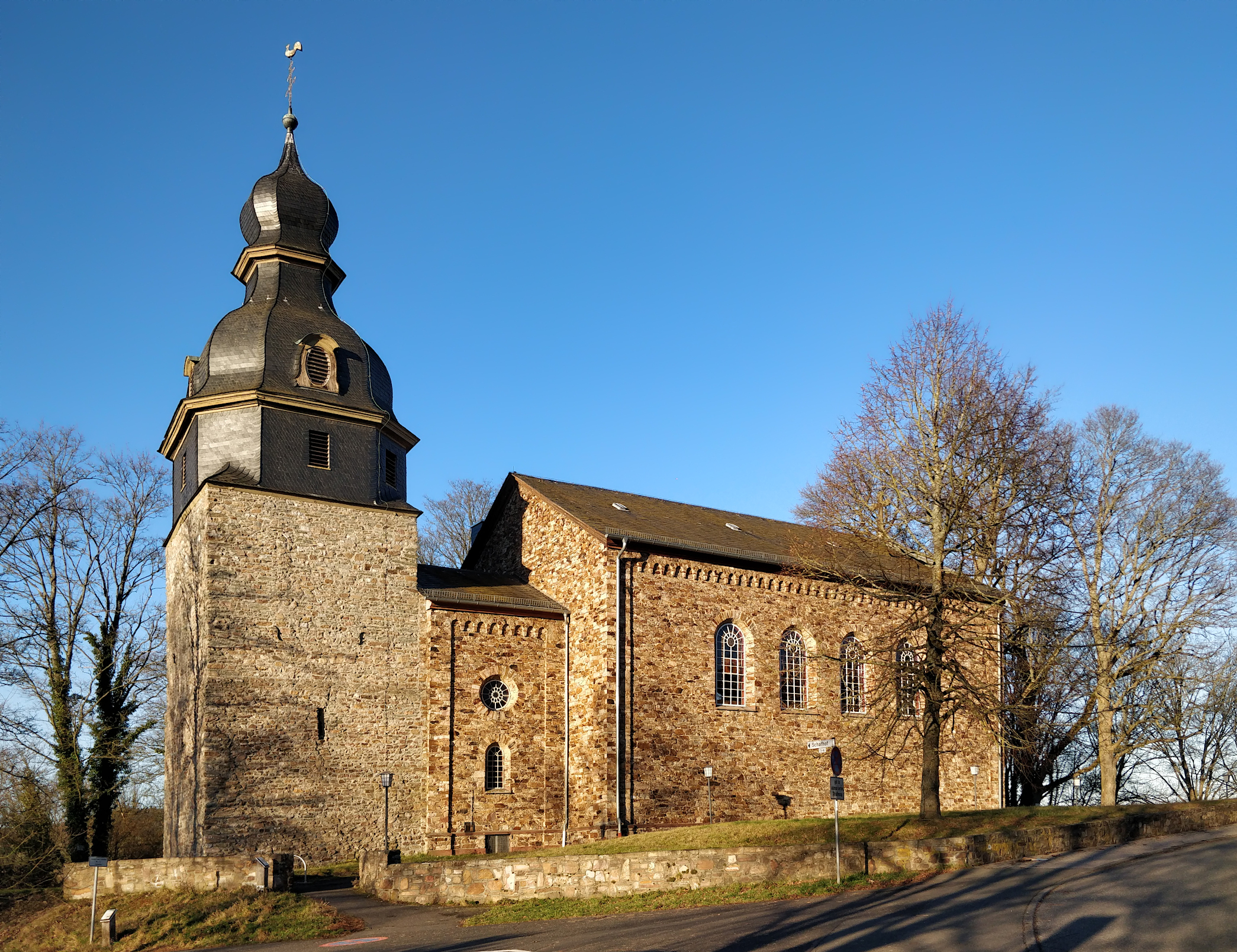
Blick auf die Südseite

St. Peter auf dem Berg am Westrand des Taunussteiner Stadtteils Bleidenstadt ist die Kirche der evangelischen Kirchengemeinde Bleidenstadt, die zum Dekanat Rheingau-Taunus in der Propstei Rhein-Main der Evangelischen Kirche in Hessen und Nassau gehört. Sie ist als hessisches Kulturdenkmal unter der Nummer 14224 geschützt.

## Lage und Bau
St. Peter steht auf einem Hangvorsprung südlich der Aar und damit vom historischen Stadtkern im Tal aus gesehen „auf dem Berg“. Obwohl die Kirche heute niedriger liegt als der Großteil Bleidenstadts, das sich beträchtlich nach Süden hangaufwärts erweitert hat, hat sie ihren Namen beibehalten. Nördlich der Kirche fällt das Gelände steil zum Gleisbett der Aartalbahn ab, südlich läuft unter dem Namen Kirchstraße die Kreisstraße 703 nach Seitzenhahn daran vorbei.
Auch von außen sind klar drei Bauteile erkennbar: Im Osten das kastenförmige Kirchenschiff mit Giebeldach, an das sich der ähnlich gebaute, aber niedrigere und schmalere Altarraum anschließt, im Westen schließlich der deutlich ältere Turm mit Haubendach. Das Kirchenschiff ist so ausgerichtet, dass die Gemeinde nach Westen schaut.
Die Kirche steht in einem zum Park umgestalteten ehemaligen Friedhof, der keine sichtbaren Gräber mehr aufweist, aber einige Kruzifixe und Denkmäler.

## Geschichte
Erstmals 1276 urkundlich erwähnt, wurde St. Peter auf dem Berg als Pfarrkirche des seit dem 8. Jahrhundert bestehenden Klosters St. Ferrutius erbaut, da die Klosterkirche den Mönchen vorbehalten war.
1530 wurde in Nassau-Weilburg die Reformation eingeführt, womit die „Volkskirche“ evangelisch wurde. Sie blieb jedoch bis ins 18. Jahrhundert unter dem Kirchenpatronat von St. Ferrutius, was der katholischen Kirche Mitbestimmungsrechte sicherte.
Das ursprüngliche Kirchenschiff wurde 1849 wegen Baufälligkeit abgerissen und bis 1855 nach Plänen des Architekten Eduard Zais in der heutigen Form wieder aufgebaut. Der auch von außen sichtlich ältere Turm aus romanischer Zeit blieb dabei erhalten.
1974 wurde der Innenraum umgestaltet. Dabei wurde das Gestühl erneuert, die Kanzel entfernt, und die zuvor düstere Farbgestaltung heller und ansprechender angelegt.

## Fenster
Das Kirchenschiff weist oberhalb der Empore zu beiden Seiten vier hohe Rundbogenfenster auf, wobei die Fenster an der Südseite zwischen 2004 und 2018 von vier unterschiedlichen Künstlern gestaltet wurden. Es sind Klarglasfenster mit zwei Bildern in der Mittelachse, die von einem umlaufenden U-förmigen Ornamentbogen eingefasst werden. Thematisch greifen sie vier Aspekte der Nachfolge auf.
| Titel             | Künstler            | Hauptbild                                                    | Oberbild                                                    | Ornament |
| ----------------- | ------------------- | ------------------------------------------------------------ | ----------------------------------------------------------- | --- |
| „Petrus“          | J. Kenneth Leap     | Porträt des Apostels vor der Szene des Gehens auf dem Wasser | Hahn (Prophezeiung des Verrats)                             | Schlüssel als Heiligenattribut                                                                                              |
| „Das leere Grab“  | Elizabeth Devereaux | Grabhöhle in dunklen Farben                                  | Helles Licht (Sonne oder Explosion)                         | Erde und Sternhimmel |
| „Noah“            | Cappy Thomson       | Darstellung der Arche mit heimischen Tierarten               | Taube mit Ölzweig                                           | Grüne verschlungene Adern mit gelben Blüten                                                                                 |
| „Anfang, Urknall“ | Guy Kemper          | Abstraktes Chaos aus orangen, roten und grünen Strukturen    | Geometrisches Ornament aus Davidstern, Halbmonden und Kreuz | rot-orange Ornamentik mit eingearbeiteten Klarglasprismen, die bei Sonneneinfall spektrale Farbspiele im Innenraum erzeugen |

An der Ostseite der Kirche, über dem Eingangsportal, ist ein verziertes Rosenfenster aus Sandstein, das im Dunkeln von innen erleuchtet wird. Innen wird es von der Orgel verdeckt und ist nicht sichtbar.

## Orgel

### Frühere Orgeln
Erstmals wird im Jahr 1658 im Zuge einer Kirchenrenovierung eine Orgel genannt. Der Idsteiner Orgelbauer Weißhaupt wurde 1715 mit größeren Reparaturen beauftragt, bis 1733 sind Wartungsarbeiten durch ihn nachweisbar. 1741 übernahm Johann Christian Köhler aus Frankfurt die Pflege und 1767 Gottfried Mahr aus Wiesbaden.
Für die neu erbaute Kirche schuf Daniel Raßmann 1856 ein Instrument im Stil des Klassizismus, das über elf Register auf einem Manual und Pedal verfügte. Im Jahr 1956 erfolgte ein Erweiterungsumbau auf zwei Manuale und insgesamt 19 Register im neobarocken Stil durch den Orgelbauer Franz Katzer aus Bleidenstadt.

### Heutige Orgel

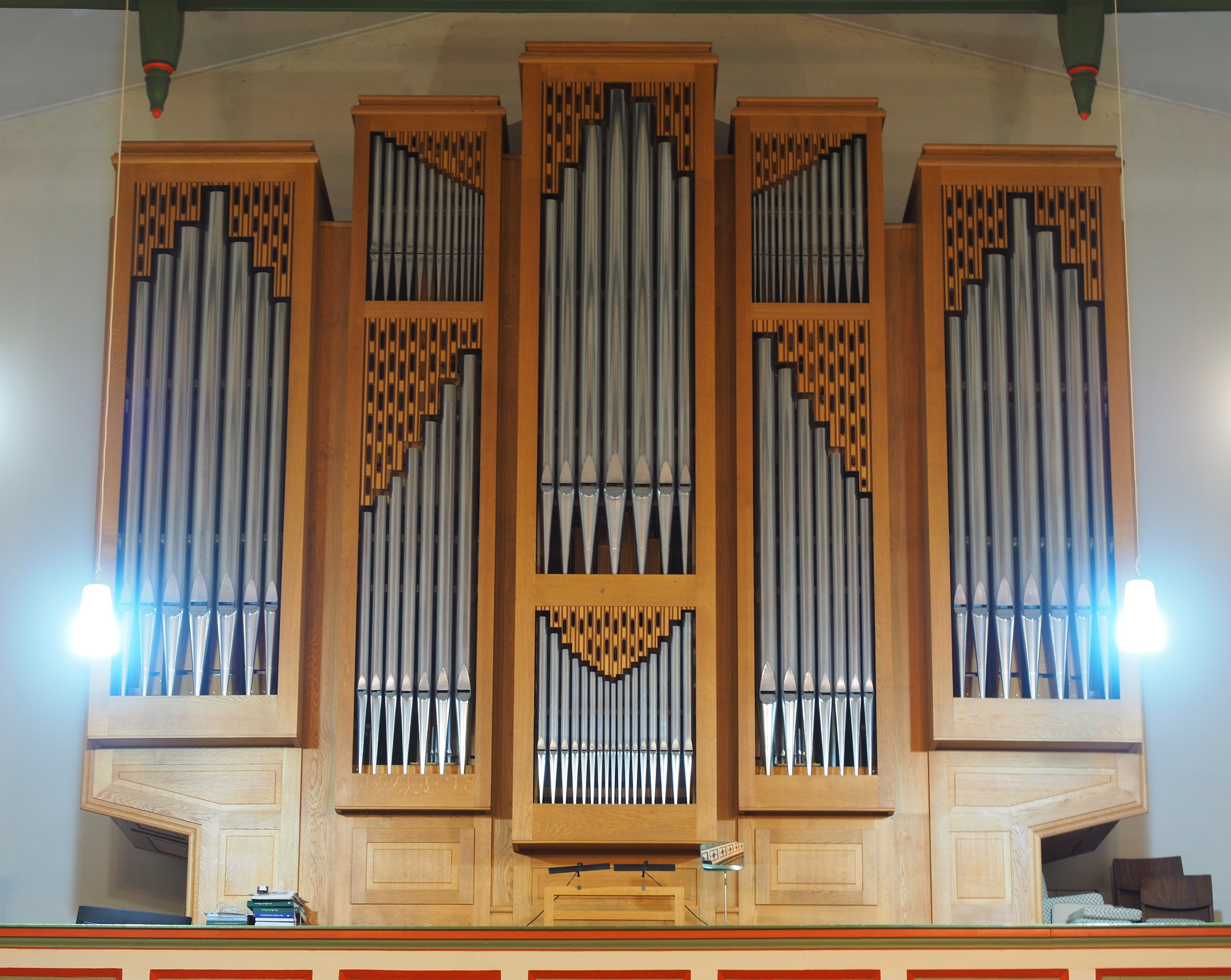
Ansicht vom Altarraum

Die heutige zweimanualige Orgel mit 30 Registern steht auf der Ostempore. Erbaut wurde sie 1986 von Johannes Karl & Sohn, Aichstetten. Spiel- und Registertraktur sind mechanisch ausgeführt. Die Disposition lautet (die Registerzüge am Spieltisch sind abweichend nummeriert):
| I Hauptwerk C–g3 |                   |       |
| 01.              | Bourdon           | 16′   |
| 02.              | Prinzipal         | 08′   |
| 03.              | Holzspitzflöte    | 08′   |
| 04.              | Oktav             | 04′   |
| 05.              | Rohrflöte         | 04′   |
| 06.              | Quinte            | 2 ⁄3′ |
| 07.              | Doublette         | 02′   |
| 08.              | Cornett V (e0–g3) |       |
| 09.              | Mixtur            | 1 ⁄3′ |
| 10.              | Trompete          | 08′   |
|                  | Tremulant         |       |

| II Schwellwerk C–g3 |             |        |
| 11.                 | Weitgedeckt | 08′    |
| 12.                 | Viola       | 08′    |
| 13.                 | Schwebung   | 08′    |
| 14.                 | Prinzipal   | 04′    |
| 15.                 | Blockflöte  | 04′    |
| 16.                 | Nasard      | 2 ⁄3′  |
| 17.                 | Waldflöte   | 02′    |
| 18.                 | Tierce      | 1 3⁄5′ |
| 19.                 | Gemsquinte  | 1 ⁄3′  |
| 20.                 | Sifflet     | 01′    |
| 21.                 | Zimbel      | 2⁄3′   |
| 22.                 | Dulcian     | 16′    |
| 23.                 | Cromorne    | 08′    |
|                     | Tremulant   |        |

| Pedal C–f1 |           |       |
| 24.        | Subbass   | 16′   |
| 25.        | Oktavbass | 08′   |
| 26.        | Gemshorn  | 08′   |
| 27.        | Oktav     | 04′   |
| 28.        | Mixtur    | 2 ⁄3′ |
| 29.        | Fagott    | 16′   |
| 30.        | Clarine   | 04′   |

- Koppeln: II/I, I/P, II/P (auch als Fußtritte)

## Veranstaltungen
Die akustischen Verhältnisse der Kirche eignen sich gut für musikalische Darbietungen. Die privat veranstalteten Taunussteiner Sonntagskonzerte (vormals Musik + Wort) bieten mehrmals pro Jahr kammer- und kirchenmusikalische Aufführungen an Sonntagnachmittagen. Jedes Jahr zur Adventszeit präsentiert die ortsansässige Sängervereinigung Bleidenstadt-Watzhahn ein besinnliches Gesangskonzert.
An den langen Wänden unterhalb der Seitenemporen werden gelegentlich Bilder regionaler Künstler ausgestellt, wofür eine geeignete Lichttechnik eingerichtet wurde.

## Sonstiges
Die Kirche beinhaltet das älteste Steindenkmal Bleidenstadts, eine Grabplatte des 1363 verstorbenen Pfarrers Johannes von Spangenberg.
Seit 2018 steht rechts vorn im Kirchenschiff ein Ensemble aus drei kalligraphisch gestalteten Schrifttafeln des aus Pakistan stammenden Künstlers Shahid Alam, die in arabischer Schrift zentrale Texte der drei abrahamitischen Religionen  präsentieren und so zum interreligiösen Gespräch auffordern. Rechts steht das Schma Jisrael für das Judentum als älteste der drei Religionen, in der Mitte der Prolog des Johannesevangeliums für das Christentum, links steht Al-Fātiha für den Islam.